# St. Matthaei (Schnellroda)

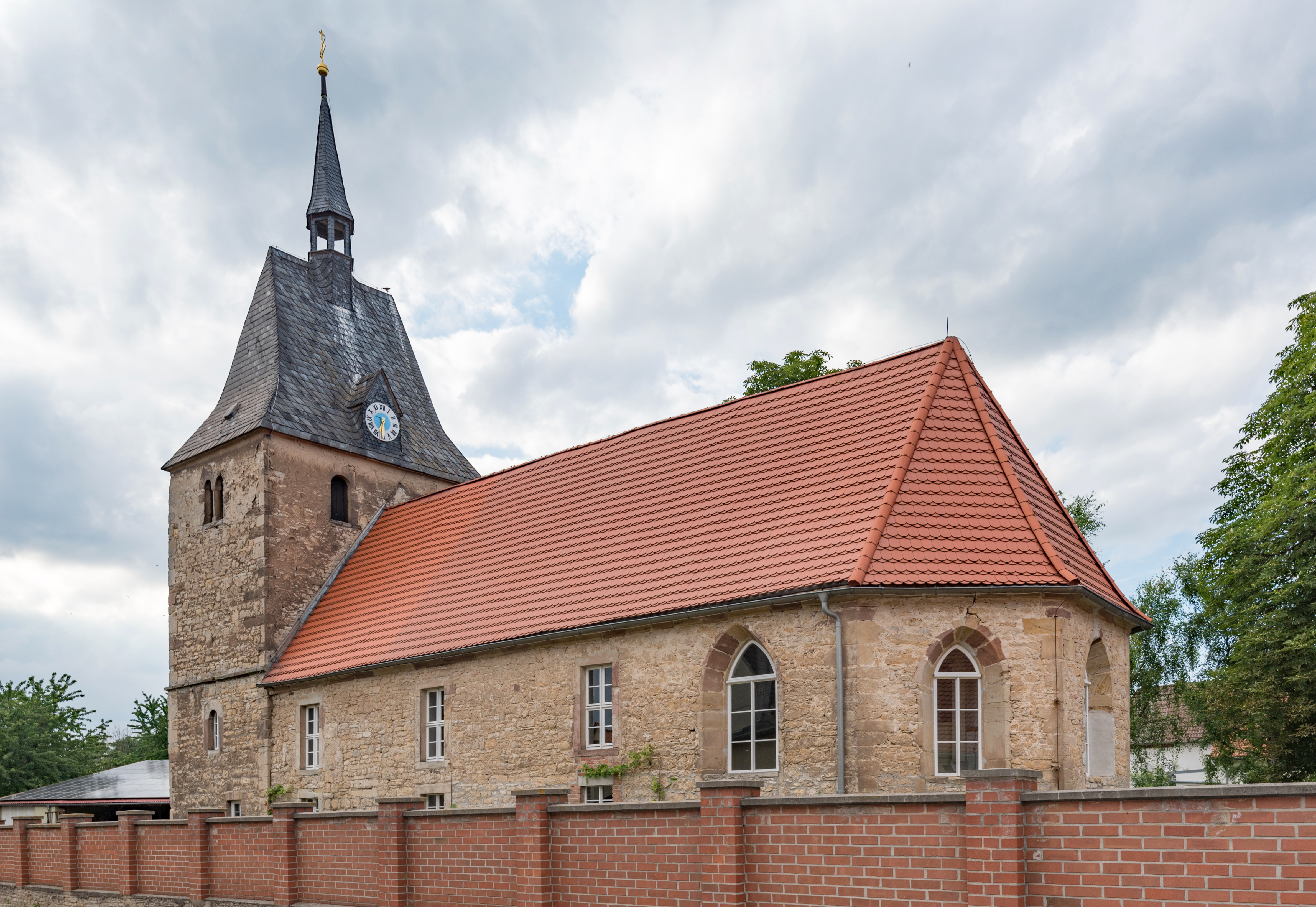
Schnellroda, St. Matthaei

St. Matthaei, nach dem Evangelisten Matthäus benannt, ist die denkmalgeschützte Kirche in Schnellroda, einem Ortsteil der Gemeinde Steigra im Saalekreis in Sachsen-Anhalt. Im örtlichen Denkmalverzeichnis ist das Bauwerk unter der Erfassungsnummer 094 05897 als Baudenkmal verzeichnet. Die Kirchengemeinde Schnellroda-Albersroda gehört heute zum Pfarrbereich Mücheln-Langeneichstädt im Kirchenkreis Merseburg der Evangelischen Kirche in Mitteldeutschland.

## Geschichte
Um 1250 wurde eine erste romanische Kirche von vermutlich bescheidenen Ausmaßen in Schnellroda errichtet. 1506 wurde dieses Bauwerk aufgrund seiner geringen Größe abgerissen bzw. teilweise neu gebaut, dabei wurde der gotische Chor angefügt.
1539 wurde die Pfarrei Schnellroda mit der Pfarrei Albersroda zusammengeschlossen. Zu Beginn des 17. Jahrhunderts wurden der alte Turm abgerissen, das Kirchenschiff nach Westen erweitert und der heutige Turm errichtet. Als Bauherr wird ein Familienmitglied der Familie Rühlmann erwähnt. Vermutlich war dies ein Vorfahre des Orgelbauers Friedrich Wilhelm Rühlmann, der später von Schnellroda nach Zörbig übersiedelte und dort die Orgelbauwerkstatt Rühlmann gründete. 1665 erhielt die Kirche eine neue Innenausstattung mit einem neuen Altar aus Stein. Um 1790 wurde das Innere erneut umgestaltet und der heutige Altar eingebaut. 1874 erhielt der Turm ein neues Dach samt Wetterfahne. In den 1990er Jahren wurde die Kirche umfassend saniert und erfreut sich heute reger Nutzung.

## Architektur und Ausstattung
Die Kirche in Schnellroda ist ein einschiffiger Saalbau mit polygonalem Ostchor. Im Westen steht ein massiver Querturm mit romanischen Schallarkaden (Biforien). Die schiefergedeckte Turmspitze besitzt einen Dachreiter. Die Fenster des Kirchenschiffes sind im Chor spitzbogig, am Schiff rechteckig. Der Innenraum wird von einer verputzten Muldendecke mit dezent stuckiertem Deckenspiegel überspannt. Der Altar besitzt einen gerundeten Kanzelkorb mit beschrifteter Zierplakette. Dieser wird von zwei ionischen Säulen flankiert. Im Schalldeckel befindet sich der hebräische Gottesname, darüber ein Spruchband mit Strahlenkranz und Wolkenzier. Der Altar besitzt seitliche Verschläge. Die Hufeisenempore ist holzsichtig und mit Totenkränzen versehen. Der achteckige Taufstein aus Sandstein stammt aus dem Jahr 1609.

## Orgel
Die heutige Orgel wurde um 1780 durch Christian August Gerhard aus Lindig erbaut. Das mechanische Instrument besitzt acht klingende Stimmen auf einem Manual und Pedal. Die Orgel ist spielbar.

## Glocken
Die ersten bekannten Glocken wurden 1625 durch Melchior Möhringk aus Erfurt gegossen. 1917 mussten zwei Glocken und 1942 eine dritte zu Kriegszwecken abgeliefert werden. 1954 beschaffte die Gemeinde durch eine Stiftung drei neue Glocken der Gießerei Schilling & Lattermann aus Eisenhartguss. Um 2000 wurden die Glocken elektrifiziert. Die Tonfolge ist b′ – des″ – es″.